# باي جين-يونغ
باي جين-يونغ هو مغني كوري جنوبي ولد في 10 مايو 2000.